# Merkur (planeta)
Merkur je Slunci nejbližší a současně i nejmenší planetou sluneční soustavy, dosahuje pouze 140 % velikosti zemského Měsíce a je menší než Jupiterův měsíc Ganymed a Saturnův Titan. Merkur nemá žádný měsíc. Jeho oběžná dráha je ze všech planet nejblíže ke Slunci a jeden oběh trvá pouze 87,969 dne. Dráha Merkuru má největší výstřednost dráhy ze všech planet sluneční soustavy a sama planeta má nejmenší – téměř nulový – sklon rotační osy. Během dvou oběhů kolem Slunce dojde ke třem otočením kolem rotační osy. Perihelium jeho dráhy se stáčí ke Slunci o 43 vteřin za století; fenomén, který ve 20. století vysvětlil Albert Einstein obecnou teorií relativity. Při pohledu ze Země dosahuje Merkur jasnosti mezi -2,0 až 5,5m, takže je viditelný i pouhým okem, ale jelikož se nikdy nevzdaluje od Slunce dále než na 28,3°, je většinu roku těžko pozorovatelný. Nejlepší podmínky nastávají při ranním a večerním soumraku, kdy se slunce nachází pod horizontem.
Pozorování planety pozemskými teleskopy je složité kvůli blízkosti Slunce. Detailnější znalosti přinesly až kosmické sondy vyslané k planetě. První sondou u Merkuru byl americký Mariner 10 v 70. letech, který nasnímal přibližně 45 % povrchu. V roce 2008 dorazila k planetě další sonda MESSENGER, která nejprve provedla tři průlety kolem Merkuru a v roce 2011 byla úspěšně navedena na oběžnou dráhu kolem planety. Snímky z těchto dvou sond umožnily prozkoumat povrch planety, který silně připomíná měsíční krajinu plnou impaktních kráterů, nízkých pohoří a lávových planin. Vlivem neustálých dopadů těles všech velikostí je většina povrchu Merkuru erodována drobnými krátery. Povrch je nejspíše vlivem smršťování planety rozpraskán množstvím útesových zlomů dosahujících výšky několika kilometrů a délky stovek kilometrů. Současně je povrch neustále bombardován fotony i slunečním větrem – proudem nabitých částic směřujících vysokou rychlostí od Slunce. Velmi slabá atmosféra je příčinou velkých rozdílů teplot mezi osvětlenou a neosvětlenou polokoulí. Rozdíly dosahují hodnot přes 600 °C. Na polokouli přivrácené ke Slunci může teplota vystoupit na téměř 430 °C, na odvrácené panuje mráz až −180 °C.
Nejstarší doložené pozorování Merkuru pochází z prvního tisíciletí před naším letopočtem. Před 4. stoletím př. n. l. pozorovali Merkur řečtí astronomové, kteří však věřili, že se jedná o dvě samostatná tělesa, která pojmenovali Apollo pro hvězdu při východu slunce a Hermés při západu. Současné pojmenování planety pochází z římské mytologie, kde Merkur bylo jméno pro posla bohů, který odpovídal v původní řecké mytologii Hermovi.

## Vznik
Merkur vznikl podobně jako ostatní planety solárního systému přibližně před 4,5 miliardami let akrecí z pracho-plynného disku, jenž obíhal kolem rodící se centrální hvězdy. Srážkami prachových částic se začala formovat malá tělesa, která svou gravitací přitahovala další částice a okolní plyn. Vznikly tak první planetesimály, které se vzájemně srážely a formovaly větší tělesa. Na konci tohoto procesu v soustavě vznikly čtyři terestrické protoplanety.
Po zformování protoplanety docházelo k masivnímu bombardování povrchu materiálem zbylým ze vzniku soustavy, což mělo za následek jeho neustálé přetváření a přetavování. Jelikož má Merkur netypicky velké jádro vzhledem k plášti, je možné, že v době vzniku proběhla kolize s velkou planetisimálou, která část pláště odpařila. Současně je možné, že celý povrch byl roztaven do podoby tzv. magmatického oceánu, jehož tepelná energie společně s teplem uvolněným diferenciací pláště a jádra je dodnes kumulována v nitru planety. Po vzniku primární kůry se na povrchu stále nacházely rozsáhlé oblasti žhavé roztavené lávy, která nejspíše vyplnila některé starší oblasti. Po ztuhnutí lávy nastalo pro Merkur klidnější období, kdy už nedopadalo tolik těles na jeho povrch a mohly vzniknout mezikráterové planiny. Merkur i nadále postupně chladl a docházelo ke zmenšování jádra, což se na povrchu projevilo rozpraskáním kůry a vytvořením stovky kilometrů dlouhých zlomů. Po rozpraskání kůry se na povrchu objevily další velké lávové oblasti, které opět překryly část povrchu a umožnily vznik hladkých planin. Od té doby se již na povrchu žádná větší lávová plocha neobjevila a vzhled povrchu se začal utvářet dopady meteoritů a mikrometeoritů, což se projevilo vznikem drobného prachu rozšířeného po celém povrchu a nazývaného regolit.
Mimo hypotézu o velké srážce existují i další hypotézy, které se snaží abnormální velikost jádra vůči zbytku planety vysvětlit. Podle jedné z nich vznikla planeta ještě předtím, než se zářivý výkon Slunce stabilizoval, a většina jejího pláště pak byla odpařena do okolního vesmíru při některé z obřích protoslunečních erupcí. Jiná uvádí jako možné vysvětlení domněnku, že velká část lehčích chemických prvků, formujících obvykle plášť, byla vytlačena mimo oblast vzniku Merkuru silným slunečním větrem.

## Fyzická charakteristika

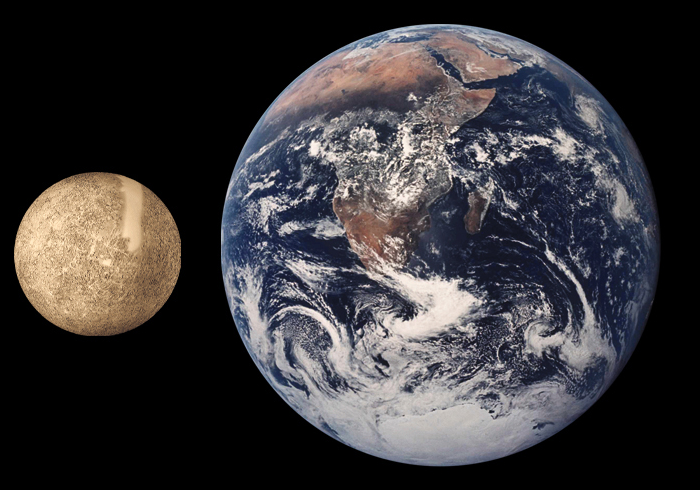
Srovnání se Zemí

Merkur je nejmenší planeta sluneční soustavy s rovníkovým poloměrem 2439,7 km, která dosahuje pouze 38 % průměru Země a je tedy pouze přibližně 1,4krát větší než pozemský Měsíc. Paradoxně je Merkur menší než dva největší měsíce ve sluneční soustavě Ganymed a Titan. Jedná se o jednu ze čtyř terestrických planet v soustavě, která má pevný kamenitý povrch. Planeta je tvořena přibližně ze 70 % z kovových materiálů a 30 % tvoří křemičitany. Vlivem velkého zastoupení kovů ve složení je Merkur druhou nejhustší planetou ve sluneční soustavě o hustotě 5,427 g/cm³. Tvar planety je podobně jako v případě Venuše téměř dokonale kulový, což znamená, že má velmi malé zploštění v oblasti pólů.
Merkur zblízka zkoumaly dvě americké sondy: Mariner 10, který v letech 1974–1975 zmapoval přibližně 45 % povrchu, a MESSENGER, který zatím při třech průletech v roku 2008 a 2009 studoval kromě atmosféry i složení povrchu. Sondy zjistily velmi slabé stopy plynného obalu, obsahujícího především atomy pocházející ze slunečního větru, tedy převážně helium. Hustota atmosféry Merkuru je však velmi nízká.

### Geologické složení

Vnitřní stavba planety: 1) kůra 2) plášť 3) jádro

Zvláštností Merkuru je jeho značně vysoká hustota dosahující asi 5400 kg/m³ a poměrně silné magnetické pole o velikosti asi 1 % zemského. Tento fakt je vysvětlován vysokým zastoupením železa a niklu uvnitř planety a masivním jádrem, které se nachází pod kůrou. Jako důkaz velkých rozměrů jádra slouží přítomnost magnetického pole. Kdyby bylo jádro jen malé, pomalá rotace planety by nestačila ke generování silného magnetického pole. Značná akumulace železa v jádře společně s jeho masivní velikostí zabírající až 75 % průměru planety je pro vědce zatím záhadou, ale existuje několik hypotéz, které se ho snaží vysvětlit.
Geologové odhadují, že jádro planety zabírá okolo 42 % celkového poloměru tělesa, například u Země je to pouze 17 %. Současné výzkumy napovídají, že jádro Merkuru je tekuté. Jádro obklopuje 500 až 700 km silný plášť tvořený silikáty. Na povrchu je kůra, která by dle měření sondy Mariner 10 a pozemských teleskopů mohla být 100 až 300 km silná. Odhaduje se, že planeta je ze 70 % tvořena kovy a pouze z 30 % silikátovým materiálem.
Nejvíce uznávaná teorie předpokládá, že Merkur měl původně poměr železa ku křemičitanům stejný jako chondrity, které jsou základní stavební jednotkou většiny těles ve sluneční soustavě a že celá planeta byla přibližně 2,25krát hmotnější než je dnes. Nicméně v rané historii sluneční soustavy mělo dojít ke srážce Merkuru s planetisimálou o hmotnosti 1/6 Merkuru a velikosti několika stovek kilometrů, která vedla k odpaření většiny tehdejší kůry a velké části pláště. Po srážce zůstalo jádro, které se náhle stalo dominantní komponentou celé planety. Podobný proces se nejspíše odehrál v době zformování pozemského Měsíce. Za oblast hypotetické srážky se občas považuje rozsáhlá oblast Caloris Basin.
Jiné teorie předpokládají, že Merkur se zformoval jako protoplaneta v planetární mlhovině dříve, než se Slunce ustálilo a stabilizovalo svůj energetický tok. Vznikla tak protoplaneta, která měla přibližně 2krát větší hmotnost, načež následně došlo ke kontrakci protoslunce, které v oblasti Merkuru zvýšilo teplotu mezi 2500 až 3500 K (či dokonce až na 10 000 K). V důsledku těchto teplot se vypařila velká část povrchu a pláště, čímž došlo ke vzniku atmosféry Merkuru tvořené z plynů vzniklých z hornin. Vzájemné interakce se slunečním větrem následně měly odvát celou atmosféru do okolního vesmíru.
Třetí hypotéza předpokládá, že sluneční mlhovina byla směrem do středu vlivem počínající akrece hustší, a proto byly lehčí částice vytlačovány mimo oblast blízkou k budoucímu Slunci. Jak se musel materiál tvořící později Merkur prodírat nahuštěným plynem, v místě vzniku Merkuru tak zůstávaly převážně těžší prvky, ze kterých je Merkur nyní složen. Každá z předkládaných hypotéz ale vyžaduje jiné složení povrchových hornin, čehož se má využít během experimentů sond MESSENGER a BepiColombo, které by měly závěry těchto hypotéz potvrdit či vyvrátit.

### Povrch
| Topografie                                                                                              |
| --- |

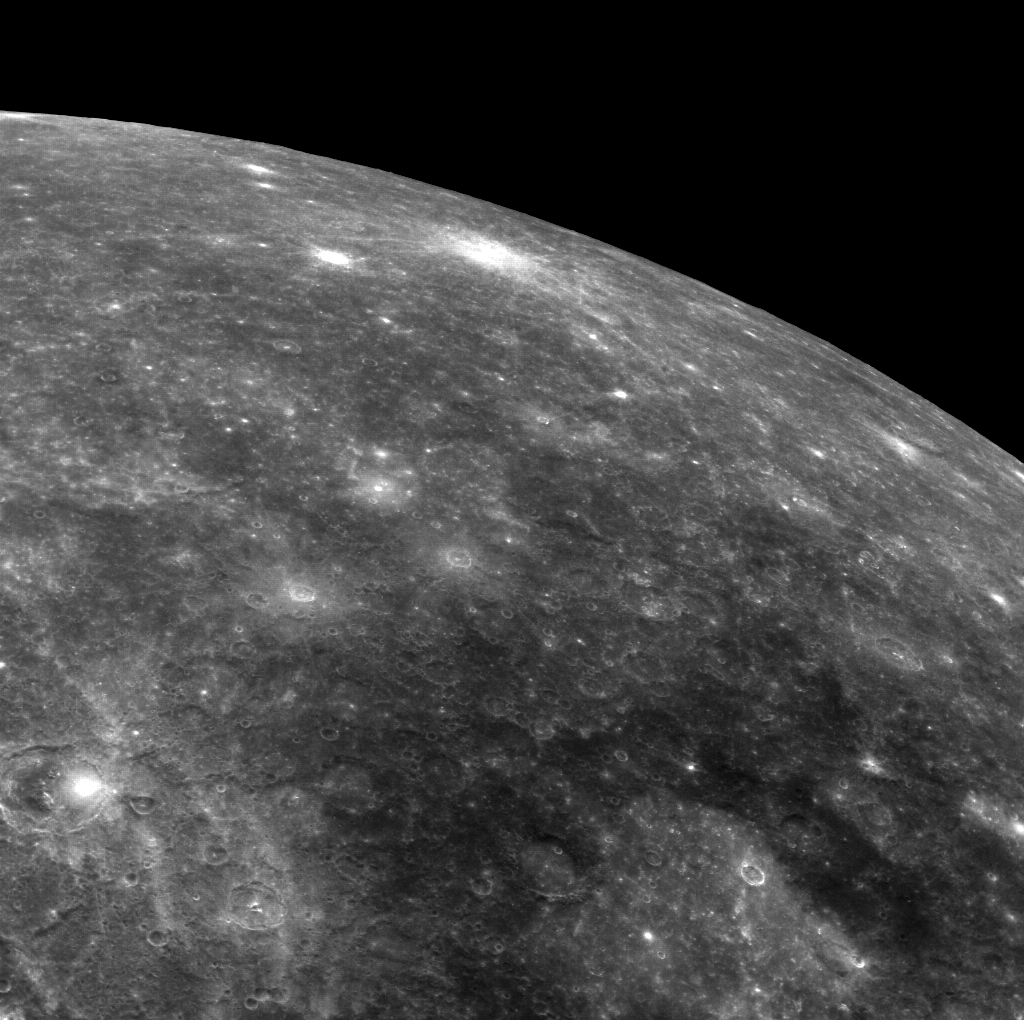
Povrch Merkuru

| Mapa severní polokoule pořízená nástrojem MLA nejnižší (fialová) do 10 km (6,2 mil) nejvyšší (červená). |

Povrch Merkuru se velmi podobá povrchu pozemského Měsíce, jak ukázaly první detailnější snímky pořízené americkou sondou Mariner 10. Pokrývá ho především obrovské množství kráterů vzniklých srážkou s meteority a planetkami nejrůznějších velikostí (tzv. impaktní krátery). Podobně jako na Měsíci se i na povrchu Merkuru nachází rozsáhlé lávové pláně vyplňující některé velké impaktní pánve. Oproti Měsíci je povrch Merkuru mnohem tmavší a to i přes to, že se na jeho povrchu nachází menší množství minerálů obsahujících železo, které jsou zodpovědné za tmavost povrchu Měsíce. V případě Merkuru tak může za jeho tmavost jiný prvek, konkrétně uhlík. Ten se na povrch dostal během impaktů, které obnažily starší kůru Merkuru, pravděpodobně vzniklou utuhnutím magmatického oceánu v rané fázi vývoje planety. Grafit, minerál tvořený uhlíkem, je totiž jeden z prvků, který má dostatečně nízkou hustotu, aby se mohl vznášet při hladině magmatického oceánu. Nejvýraznějším povrchovým útvarem Merkuru je přes 1400 km se táhnoucí prohlubeň Caloris Basin, která je často považována za největší kráter ve sluneční soustavě.
Planetu navštívily zatím pouze dvě sondy: nejdříve Mariner 10 v 70. letech 20. století a v prvním desetiletí 21. století sonda MESSENGER. Mariner 10 prolétl kolem Merkuru celkem třikrát, načež odeslal na Zemi přes 2700 snímků, které však pokryly povrch pouze z 45 %. Povrch planety byl tedy k roku 2009 zmapován pouze z menší části. Snímky ukázaly svět podobný Měsíci s velice starou kůrou pokrytou značným množstvím impaktních kráterů od velikosti několika stovek metrů až po 1300 kilometrů. Na Merkuru nebyl identifikován žádný geologický proces, který by mohl krátery omlazovat, jako např. desková tektonika na Zemi či lávové výlevy na povrchu Měsíce, a tak se zde nachází mnoho kráterů v různém stupni eroze. Merkur má také hory, které ale jeví značné známky rozrušení impakty jiných těles. Horstva jsou však menšinovým činitelem, většinu povrchu nejspíše zabírají lávové planiny dvojího typu: mezikráterové a hladké. Rozdíl mezi nimi spočívá v četnosti kráterů, které se na nich nacházejí. Předpokládá se, že hladké planiny jsou mladší.
Oproti povrchu Měsíce či Marsu chyběly u Merkuru doklady sopečné aktivity na povrchu planety až do roku 2008, kdy tam sonda MESSENGER objevila sopky. Předpokládá se, že během kontrakce obvodu Merkuru se mohla planeta zmenšit až o 0,1 %, což se projevilo masivním zvrásněním kůry a jejím popraskáním. Vznikly tak útesové zlomy vysoké několik kilometrů a dlouhé až stovky kilometrů. Je pravděpodobné, že se díky chladnutí planety za posledních 3,8 miliardy let zmenšil její průměr o 14 km na nynějších 4879 km. Od roku 2008 se pak povedlo na povrchu Merkuru identifikovat jak projevy efuzivního vulkanismu v podobě lávových proudů, tak i explozivního vulkanismu v podobě uloženin pyroklastického materiálu. Odhaduje se, že efuzivní vulkanismus byl aktivní převážně před ~4,1 až 3,55 miliardami let, kdežto explozivní se odehrával od 3,9 po 1 miliardu let.

### Atmosféra

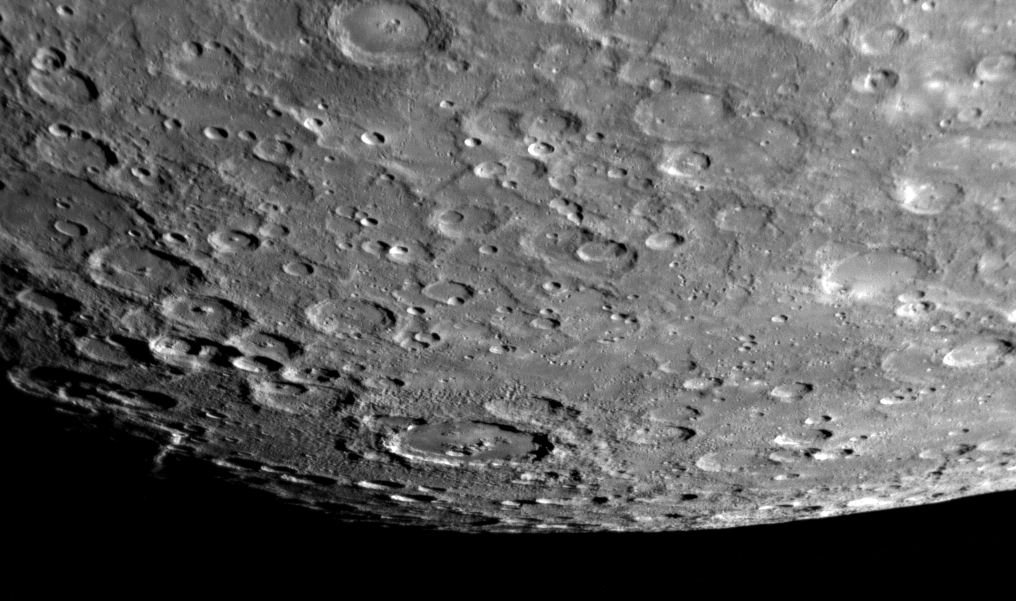
Pohled na oblast jižního pólu ukazuje, že planeta nemá téměř žádnou atmosféru

Merkur má velmi tenkou atmosféru, která odpovídá v podstatě vakuu. Tvoří ji atomy vyražené z jeho povrchu slunečním větrem, což je důsledek slabého gravitačního pole poměrně lehké planety. Jelikož je povrch Merkuru velmi horký, tyto atomy rychle unikají do vesmíru. Proto je – oproti Zemi nebo Venuši, jejichž atmosféry jsou stabilní – atmosféra Merkuru proměnlivá a musí být neustále doplňována. Tlak atmosféry na povrchu je menší než 10−10 Pa, což v pozemském měřítku odpovídá tlaku ultra-nízkému (daleko vyšší tlak má i vakuum v běžné žárovce). Jelikož planeta nemá silnější atmosféru, obloha na Merkuru je vždy černá.
Atmosféra se skládá především z kyslíku, sodíku, vodíku a helia. Helium pochází pravděpodobně ze slunečního větru, i když část plynu se může uvolňovat také z nitra planety, zatímco ostatní prvky jsou uvolňovány z povrchu a doneseného meteoritického materiálu fotoionizací dopadajícím slunečním zářením. V atmosféře byly pozorovány i nízké obsahy molekul oxidu uhličitého a vody, což naznačuje sopečnou aktivitu na planetě. Merkurova atmosféra je tak řídká, že atomy plynů se v ní pohybují po balistických drahách a daleko častěji se srážejí s povrchem planety než samy mezi sebou.
Vlivem velice nízké hustoty atmosféry, která se dá v podstatě považovat za vakuum, se v Merkurově atmosféře nevyskytují žádné meteorologické jevy, jež by bylo možno pozorovat.

#### Teplota

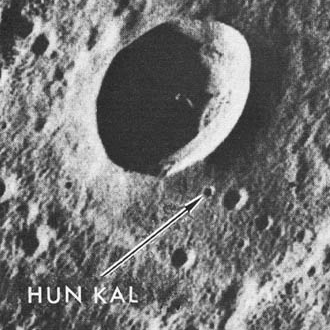
Na dnech kráterů v blízkosti pólů by mohl existovat vodní led

Jelikož planeta nemá v podstatě žádnou atmosféru, která by dokázala udržet stabilní teplotu, dochází na jejím povrchu k silným teplotním výkyvům, největším v celé sluneční soustavě. Teplota klesá až k −180 °C na straně odvrácené od Slunce a narůstá až k 430 °C na straně osluněné. Tyto diametrální změny teploty během dne jsou způsobeny několika faktory. K nim se řadí rotace planety, při které jedna strana Merkuru zůstává přivrácená ke Slunci 176 dní.

### Voda
Původně se předpokládalo, že voda na povrchu Merkuru v žádném případě nemůže existovat. Nepřítomnost atmosféry a blízkost Slunce totiž působí proti výskytu vody. Výkonné radioteleskopy i měření sondy Mariner 10 však ukazují, že navzdory obrovským povrchovým teplotám může být na Merkuru led. Rotační osa Merkuru je totiž téměř kolmá k rovině oběhu, takže na dno velkých impaktních kráterů v oblastech pólů nikdy nesvítí Slunce a teplota se tam soustavně drží na −161 °C. Tato voda se na Merkur pravděpodobně dostala při srážkách s jádry komet. Při nárazu se část vody z jádra komety mohla dostat pod povrch planety, kde je uložena v podobě vodního ledu překrytého jemným prachem, který funguje jako tepelná izolace.
V roce 1991 planetologové Duane Mulhelm a Bryan Butler studovali nezmapované oblasti Merkuru za použití sedmdesátimetrové antény v kalifornském Goldstone. K velkému překvapení naměřili silný odraz vysílaného radarového signálu z oblasti severního pólu planety, který se značně podobal odrazům zjištěným u polárních čepiček na Marsu. V roce 1994 se uskutečnilo stejné pozorování Merkuru, které přineslo podobné výsledky i pro oblasti okolo jižního pólu planety.

### Magnetické pole a radiace

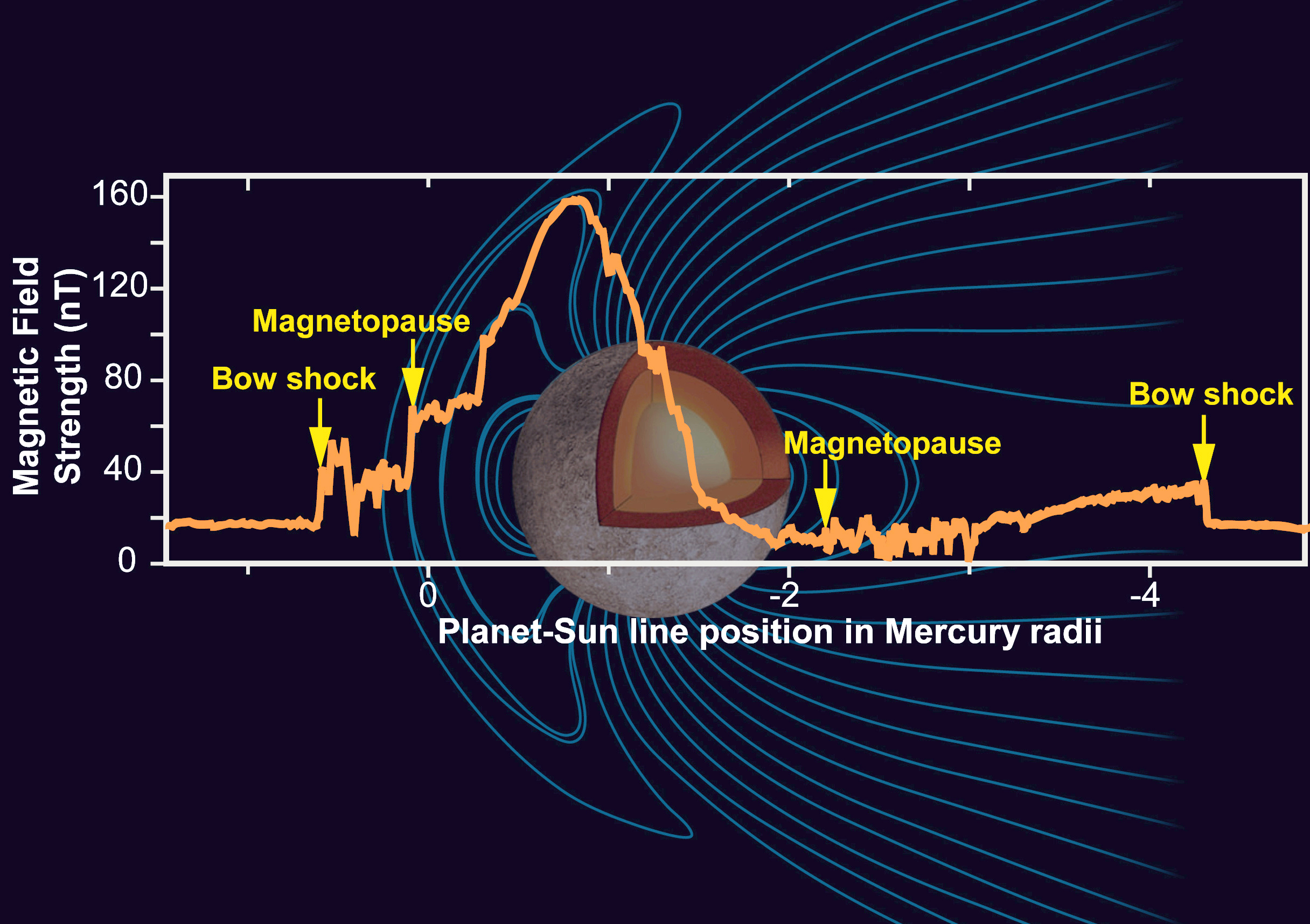
Náčrtek intenzity magnetického pole planety

Sonda Mariner 10 v roce 1974 detekovala magnetické pole Merkuru o síle asi 1 % zemského. To bylo pro vědecký svět překvapením, jelikož se věřilo, že takto malá planeta má jen malé pevné jádro, které již dávno vychladlo, a tudíž nevytváří magnetismus. Objev sondy znamenal přehodnocení tohoto předpokladu a možnost existence většího, částečně roztaveného jádra, které by rozdílnou rychlostí rotace mohlo generovat magnetické pole planety na principu dynama. Magnetické pole je vůči rotační ose Merkuru skloněné o 7 stupňů a je natolik silné, že umožňuje vznik magnetosféry okolo planety, která odklání sluneční vítr.
Existují i jiná vysvětlení magnetického pole planety, která se obejdou bez hypotézy jejího většího jádra. Může být vybuzováno remanentní magnetizací hornin obsahujících železo, které mohly být zmagnetizovány v době vzniku planety.
Jak potvrdila měření další sondy MESSENGER během dvou průletů na počátku 21. století, magnetické pole Merkuru je menší než pozemské, čehož se využívá pro počítačové modelace. Současná výpočetní kapacita počítačů nestačí na numerické modelování pozemského magnetického jádra, a proto se modeluje snadnější pole Merkuru, čehož se pak používá pro snahu objasnit tajemství spojená s pozemským polem.

## Oběžná dráha

Animace oběžné dráhy Země a Merkuru

Merkur obíhá Slunce po eliptické dráze s poměrně velkou excentricitou dosahující 0,2056. Tato výstřednost oběžné dráhy se projevuje v tom, že v době perihélia je přibližně o 24 miliónů km blíže ke Slunci než v době afélia. Průměrná vzdálenost od centrální hvězdy je 57,9 miliónů km, kterou planeta urazí jednou za 87,969 dne průměrnou rychlostí oběhu 47,87 km/s.
Vůči Zemi se planeta přibližuje a oddaluje s maximálním rozdílem 145 miliónů km, což se projevuje na pozorovatelnosti planety na noční obloze, kdy kolísá její úhlová velikost mezi 5" až 15". Jelikož je Merkur mnohem blíže ke Slunci než Země, jeví se Slunce na jeho obloze až dvaapůlkrát větší než na pozemské.

### Stáčení perihelia

Ilustrace stáčení perihelia

Měření parametrů oběžné dráhy Merkuru bylo použito jako první z důkazů platnosti obecné teorie relativity. Merkur má velmi výstřednou dráhu a v gravitačním poli Slunce se perihelium jeho dráhy stáčí přibližně o jeden stupeň za 6 pozemských let. Toto stáčení nebylo možné plně vysvětlit působením ostatních planet na základě Newtonových zákonů. Po započtení všech vlivů zbývala nevysvětlená odchylka 43 obloukových vteřin za století. Od poloviny 19. století se objevovaly různé hypotézy včetně působení dosud neznámé planety Vulkán (podobná hypotéza vedla k objevu Neptunu), které se nepotvrdily. Einstein v listopadu 1915 na základě své čerstvě publikované obecné teorie relativity představil výpočet odchylky, která se velmi přesně shodovala s pozorovanou hodnotou, triumf a slávu však Einsteinovi přineslo až pozorování předpověděného gravitačního zakřivení světla roku 1919. Merkur má díky blízkosti Slunce a krátké době oběhu tuto relativistickou odchylku největší, později byly pozorovány i menší odchylky dalších planet.

### Rotace

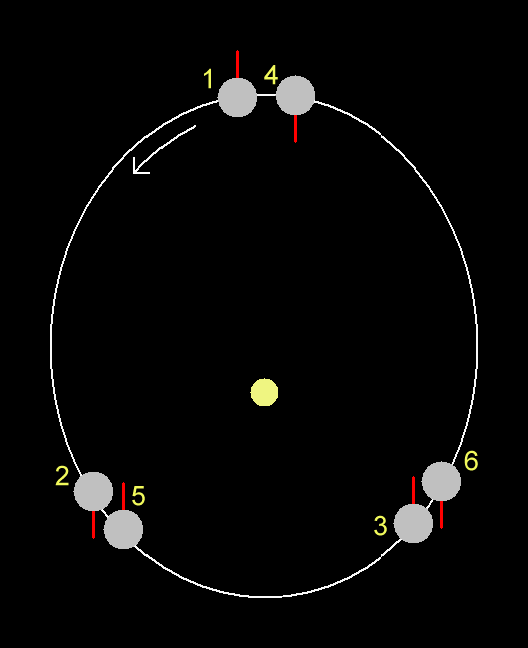
Ilustrativní znázornění rezonance oběžné dráhy vůči rotační době v poměru 3:2

Teprve roku 1965 se podařilo spolehlivě určit rotační dobu planety na 59 dnů, a to pomocí nových výkonných radioteleskopů. Do té doby se věřilo, že Merkur má vázanou rotaci vzhledem ke Slunci, což by vedlo k tomu, že by byla ke Slunci přivrácena stále stejná strana, jež by byla vystavována extrémnímu žáru a odvrácená chladu. Pomocí teleskopů se zjistilo, že planeta ve skutečnosti rotuje, a to velice pomalu, takže jedna otočka zabírá 58,646 pozemského dne. Vlivem pomalé rotace trvá jeden sluneční den na Merkuru 176 pozemských dnů. Vědci předpokládají, že dříve se mohl Merkur točit kolem své osy mnohem rychleji a že den mohl trvat pouhých osm hodin. Vlivem gravitačního působení Slunce ale došlo k prodloužení dne až na dnešní hodnoty. Jelikož rotační osa planety je kolmá na rovinu oběžné dráhy, mají všechny body na povrchu Merkuru stejně dlouhý den. Merkur má vůči Slunci tzv. rotační rezonanci s oběžnou dobu v poměru 3:2. Předpokládá se, že by se mohlo jednat o důsledek hypotetické srážky s velikou planetisimálou v rané historii planety. Vlivem srážky a vnitřního složení mohla planeta ztratit sférickou symetrii. Slapové síly Slunce však přesto nebyly schopny vytvořit z Merkuru těleso s vázanou rotací jako má například pozemský Měsíc. Nastala tak situace, kdy je v perihéliu ke Slunci střídavě přivrácena a odvrácena hmotnější část planety.

### Přechod Merkuru
Merkur se v určitých pravidelných cyklech ocitá mezi Sluncem a Zemí, takže je možné sledovat jeho přechod přes sluneční disk. Úkaz, při němž Merkur přejde pouze po okraji slunečního kotouče, takže do něj vstoupí jen částečně, se nazývá částečný přechod. Úplné přechody Merkuru lze pozorovat třináctkrát či čtrnáctkrát za století, a to vždy v květnu nebo listopadu. Květnové přechody nastávají asi měsíc poté, co Merkur projde svým aféliem, a mohou být od sebe vzdáleny 13 nebo 33 let. Listopadové přechody nastávají jen několik dní před tím, než Merkur dosáhne svého perihélia. Jsou dvakrát častější než květnové a mohou být od sebe vzdáleny 7, 13 nebo 33 let.

## Pozorování

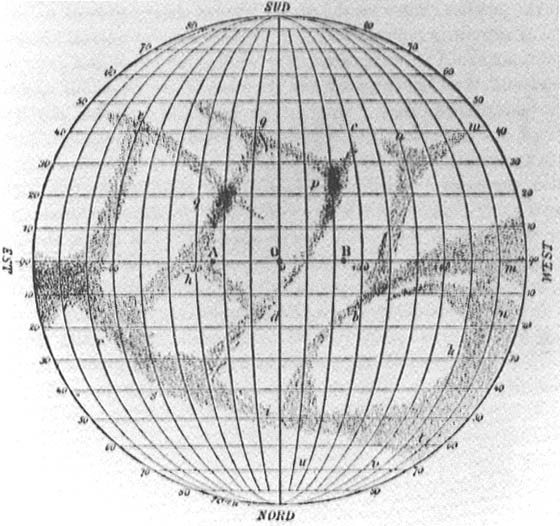
Mapa povrchu Merkuru od Schiaparelliho z roku 1889

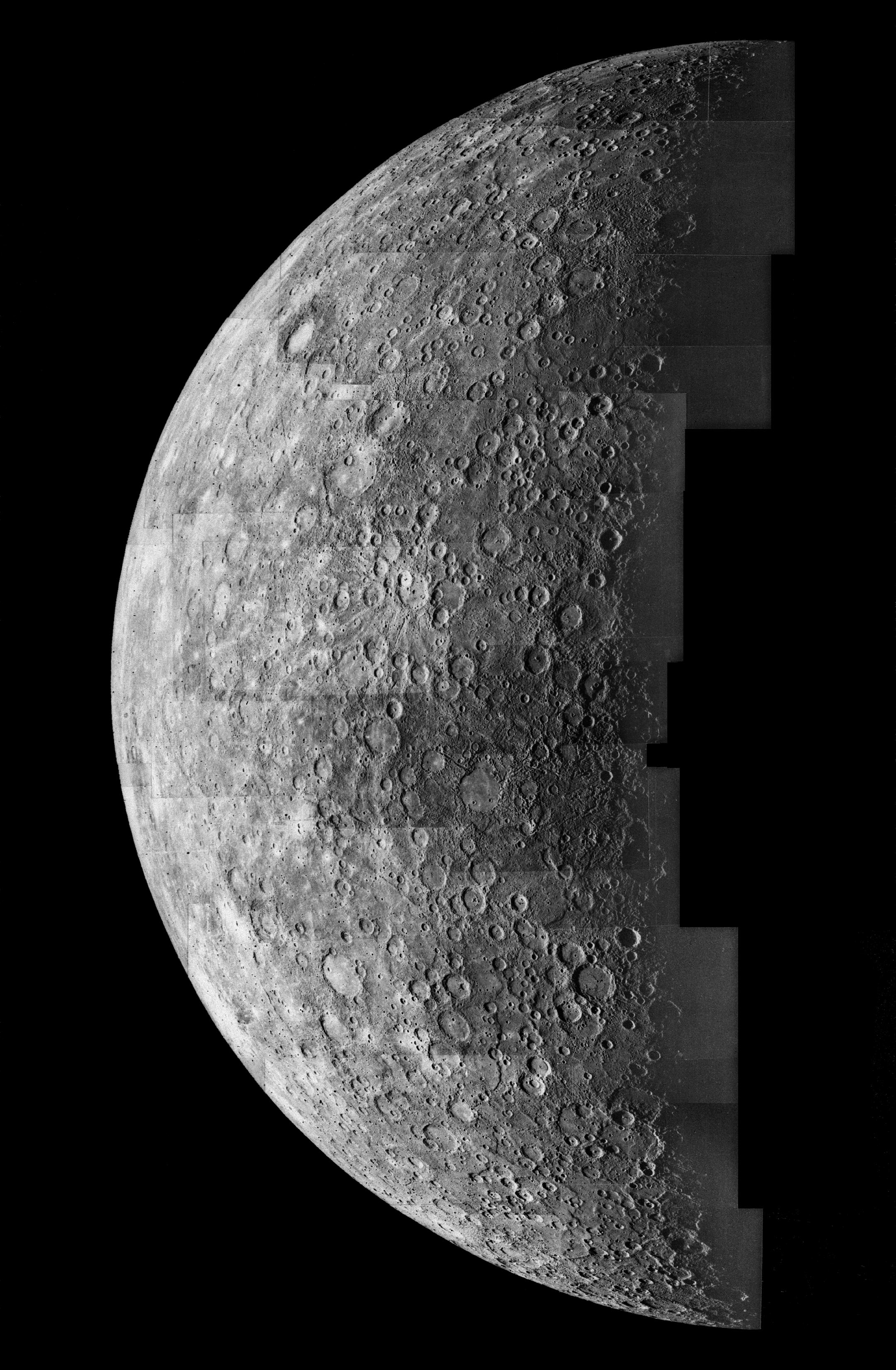
Mozaika pořízená sondou Mariner 10, 1974

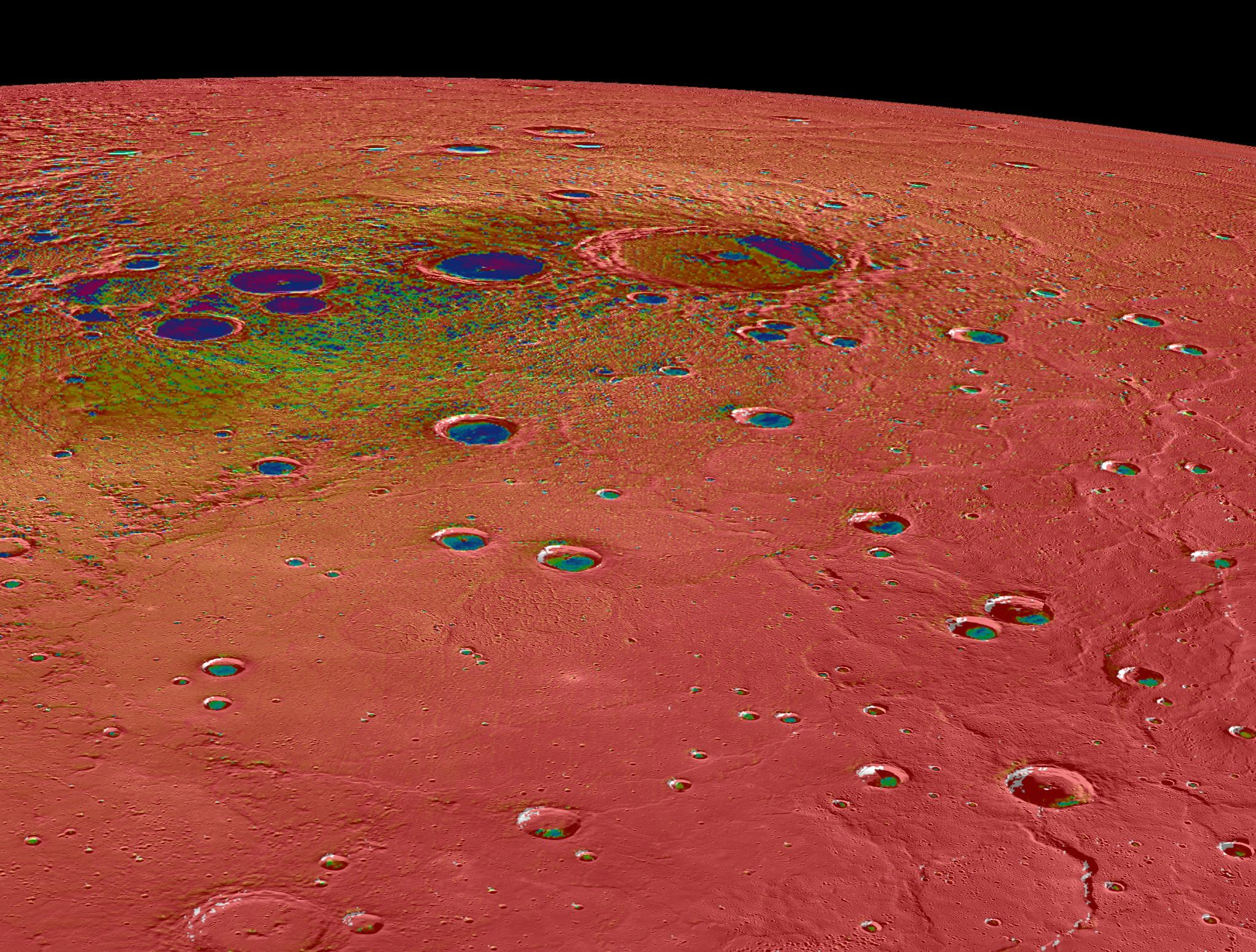
Snímek ve falešných barvách ukazující maximální teploty severní polokoule

Merkur je znám přinejmenším již z dob starověkých Sumerů asi 3 tisíce let př. n. l. Jejich pozorování jsou zaznamenána klínovým písmem na hliněných tabulkách. Poté byl Merkur pozorován ve starověkém Řecku, kde se pro něj vžily názvy Στίλβων (Stilbón) a Ἑρμάων (Hermaón). Později byl Řeky zván Apollón po stejnojmenném bohu, pokud byl viděn ráno, či Hermés v době večera. Okolo 4. století před naším letopočtem ale antičtí astronomové poznali, že tato dvě tělesa jsou ve skutečnosti těleso jedno. Římané později pojmenovali planetu po poslovi bohů Merkurovi, jelikož při pozorování se Merkur pohybuje po obloze rychleji než všechny ostatní planety.
Vhodné podmínky pro pozorování Merkuru nastávají v době východu nebo západu Slunce. Pro jeho pozorování je důležité, zda Merkur právě Slunce dobíhá nebo předbíhá. Pokud Slunce dobíhá, je viditelný po několik minut poté, co Slunce zapadlo za horizont. Pokud Slunce předbíhá, je možné pozorovat planetu chvíli před východem Slunce, než zanikne v narůstajícím slunečním světle. Planetu je možné pozorovat pouhým okem či triedrem. Merkur se nikdy nevzdaluje od Slunce dále než na 28°, což znemožňuje jeho přímé pozorování ze Země s větším rozlišením a přesností. Jasnost Merkuru se mění od 1,7 do −1,9 magnitudy a podobně jako u Měsíce je možné u Merkuru pozorovat měnící se fáze.
První pozorování Merkuru pomocí dalekohledu provedl v roce 1610 italský astronom Galileo Galilei. O 21 let později byl poprvé pozorován přechod Merkuru přes sluneční disk Francouzem Pierrem Gassendimem. Další italský astronom Giovanni Battista Zupi pozoroval v roce 1639 fáze Merkuru, což byl nezvratný důkaz obíhání Merkuru kolem Slunce a nikoliv kolem Země. O dva roky později se německý astronom Johann Franz Encke pokusil o první reálný odhad hmotnosti planety podle ovlivňování dráhy komety Encke. Skutečnost, že existují oběžné poruchy v dráze Merkuru, začala pak vést některé astronomy k úvaze, že by se mezi Merkurem a Sluncem mohla nacházet ještě jedna planeta, kterou začali nazývat Vulkán. Vulkán ale nakonec nebyl nikdy pozorován.
Ke konci 18. století se objevil názor, že Merkur má vlastní atmosféru viditelnou dalekohledem. Byla poprvé pozorována Johnem Flamsteedem a Johannem Schröterem při přechodu Merkuru přes Slunce. Později se však ukázalo, že se jednalo pouze o kontrast mezi Sluncem a planetou.
Roku 1799 se objevuje první snaha odhadnout délku dne na Merkuru. Německý astronom Schröter předpokládal na základě pozorování, že jeden den na planetě trvá podobně jako na Zemi 24 hodin. Friedrich Wilhelm Bessel určil průměr planety roku 1832 na 4855 km (současná hodnota je 4879,4 km) O mnoho později roku 1881 Giovanni Schiaparelli určil rotaci planety na 88 dní, což se shodovalo s oběžnou dobou planety okolo Slunce. Předpokládal, že planeta má vázanou rotaci, takže je ke Slunci stále přivrácena pouze jedna strana planety.
V roce 1889 se objevila první mapa povrchu Merkuru, kterou vyhotovil Giovanni Schiaparelli a který předpokládal, že povrch planety musí být rotačně svázán se Sluncem slapovými jevy způsobovanými centrální hvězdou. V roce 1962 byla odvrácená strana Merkuru zkoumána za pomoci radioastronomie. Měření zjistila, že odvrácená strana planety je příliš horká, očekávaly se teploty mnohem nižší. O tři roky později v roce 1965 změřili Američané Pettengil a Dyce rotační dobu planety na 59±5 dní na základě radarového pozorování Dopplerova posunu. V roce 1971 Američan Goldstein upřesnil rotační dobu na 58,65±0,25 dne pomocí stejné metody.
K roku 2009 byl povrch planety prozkoumán pouze z části (okolo 45 %). Jelikož se planeta nachází příliš blízko Slunci, není možné pro její pozorování použít Hubbleův kosmický dalekohled. Merkur se nikdy nevzdaluje daleko od Slunce, a tak je možné planetu pozorovat pouze brzy po východu Slunce a chvíli před západem. V té době ale musí odražené světlo od planety procházet silnější vrstvou atmosféry, které až desetkrát snižují rozlišovací schopnost teleskopů. Díky působení americké planetární sondy MESSENGER, která byla oběžnicí Merkuru mezi roky 2008 až 2015 je povrch Merkuru zmapován v podstatě celý.

## Výzkum

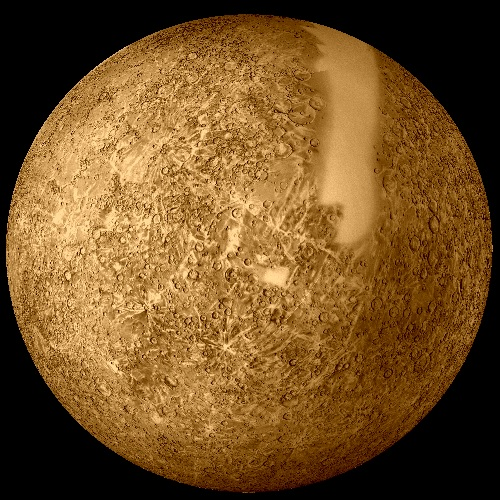
Obrázek Merkuru složený ze snímků sondy Mariner 10

Merkur byl poslední zkoumanou terestrickou planetou ve sluneční soustavě i přes to, že se jedná o jednu z blízkých planet. Do roku 2021 byl zblízka prozkoumán pouze dvěma sondami NASA: Mariner 10 (3 průlety) a MESSENGER (naveden na oběžnou dráhu kolem Merkuru).

### Minulost

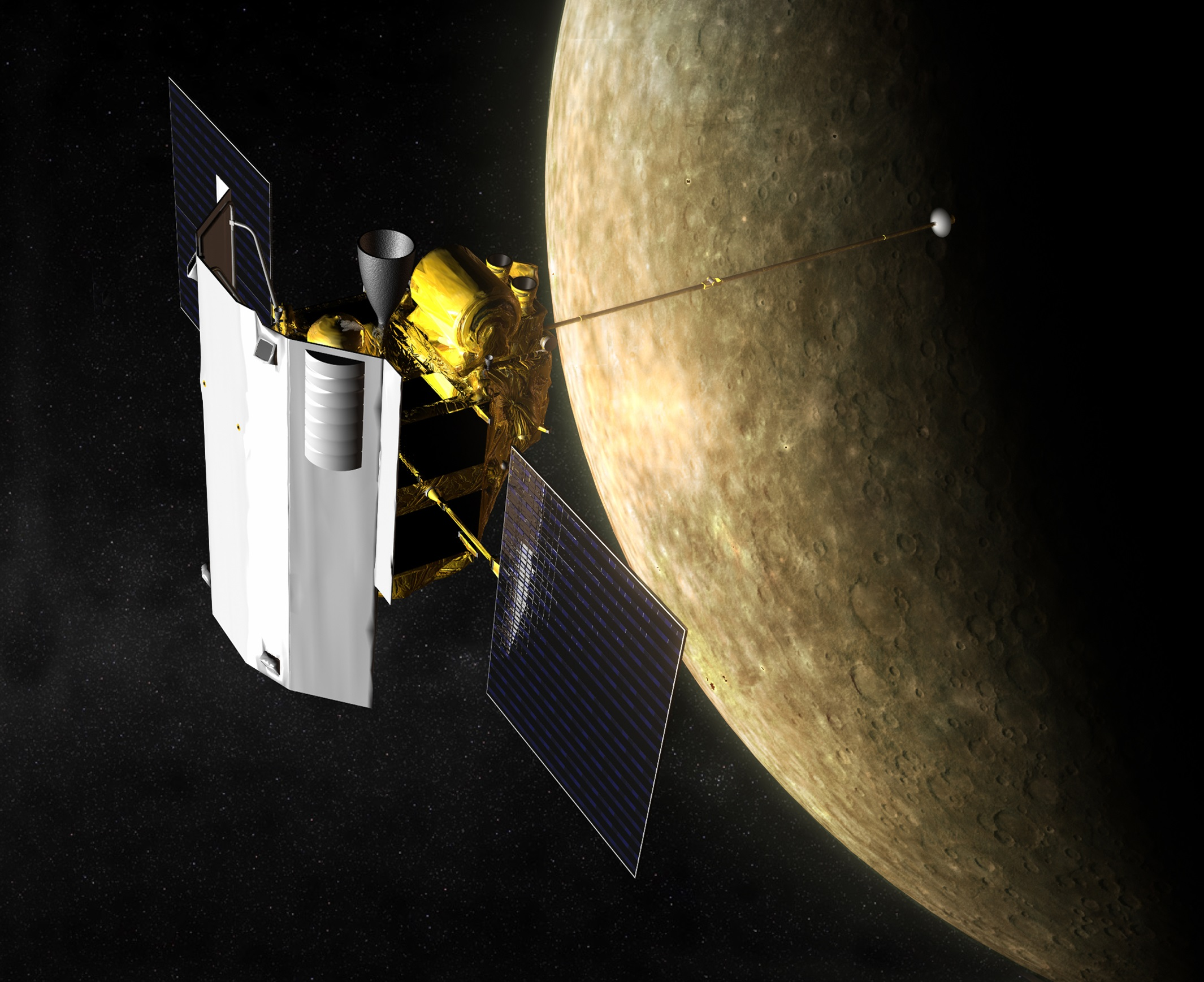
Umělecká představa příletu sondy MESSENGER k Merkuru

Schematické znázornění navedení sondy MESSENGER na oběžnou dráhu Merkuru

Před letem Marineru 10 byly poznatky o Merkuru velice kusé, jelikož planetu jde ze Země jen obtížně pozorovat. Mariner 10 proletěl kolem Merkuru 29. března 1974 ve vzdálenosti 705 kilometrů od povrchu. Podruhé prolétl kolem planety 21. září 1974 a 16. března 1975 pak potřetí. Během těchto třech průletů pořídil a odeslal zpět k Zemi přes 2700 použitelných fotografií o různém rozlišení mezi 4 km až 100 m na pixel, které celkově pokryly 45 % povrchu. Jedním z obrovských překvapení mise bylo objevení a změření magnetického pole planety, což změnilo pohled na vnitřní stavbu planety.
Dne 3. srpna 2004 odstartovala k Merkuru další sonda americké kosmické agentury NASA – MESSENGER. Na oběžnou dráhu kolem planety byla navedena 18. března 2011, ale už 14. ledna 2008 a 6. října 2008 byly provedeny první dva průlety kolem planety, třetí proběhl 29. září 2009. Vzhledem ke svému zaměření (výzkum planety samotné i její magnetosféry) sonda obíhala kolem Merkuru po velmi eliptické oběžné dráze, která se k povrchu planety přibližovala vždy u severní polokoule. Sonda ukončila svou úspěšnou misi 30. dubna 2015.

### Budoucnost
Roku 2018 odstartovala družice BepiColombo, která po šesti průletech okolo Merkuru (2021–2025) dorazí na jeho oběžnou dráhu v prosinci 2025. Během navedení na oběžnou dráhu se BepiColombo rozdělí na dvě samostatné sondy, které se budou doplňovat: MPO (Mercury Planetary Orbiter – sonda pozorující planetu) Evropské kosmické agentury ESA a MMO (Mercury Magnetospheric Orbiter – sonda studující magnetosféru) dodaná japonskou kosmickou agenturou JAXA. Budou obíhat Merkur po eliptických drahách, přičemž dráha MPO má mít menší výstřednost.

## Merkur vkultuře

### Jméno planety

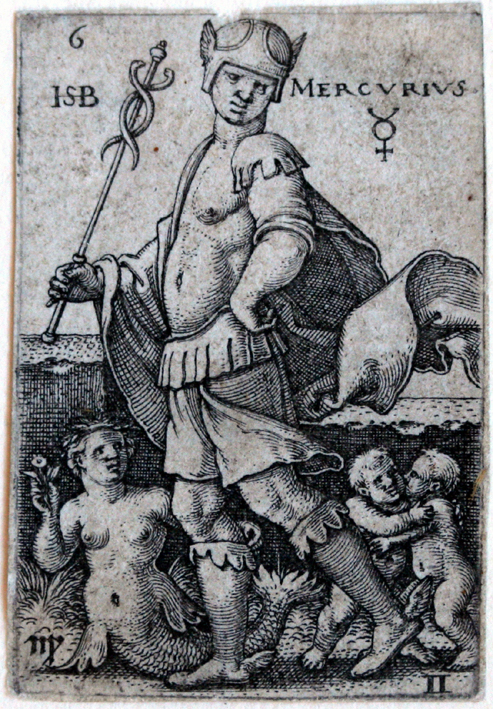
Bůh Merkur na rytině z 16. století

V antickém Řecku nesl Merkur dvojí označení i přes to, že antičtí astronomové věděli, že se jedná o jedno a totéž těleso. Dvě jména byla důsledkem ranního a večerního objevování se na obloze. Pro ranní hvězdu se vžil název Apollo a pro večerní hvězdu pak jméno Hermés. V antických dobách se již u některých (např. u Hérakleita) objevoval názor, že Merkur, podobně jako Venuše, nejspíše obíhá kolem Slunce a nikoliv kolem Země.
Dnešní název planety pochází z římské mytologie, kde Mercurius bylo jméno římského boha obchodu, cestování a šikovných zlodějů, který byl protějškem řeckého boha Herma. Bůh Hermés byl zobrazován jako okřídlený boží posel, a je tedy pravděpodobné, že jméno planety s ním bylo spojeno také díky jejímu rychlému pohybu po obloze. Hermés byl zpravidla považován za syna boha nebes Caela a uctívání se mu dostávalo převážně od obchodníků. Jméno bylo pak počeštěno na dnešní Merkur. Základ slova pochází z latinského „merx“ (mzda či odměna) anebo „mercor“ (kupujeme, obchodujeme).
Z funkce římského boha také pochází staročeské pojmenování planety, "Dobropán", ve významu "pán zboží", užíváno od poloviny 14. do začátku 20. století. V Číně byl pojmenován Šuej-sing a označován jako „planeta vody“. Severská mytologie spojovala Merkur s bohem Ódinem.

### Sci-fi
Merkur posloužil jako námět celé řady sci-fi děl. Často se objevuje téma spojené s extrémní radiací na povrchu planety či pomalou rotací a přechodem dne a noci. V literatuře se vyskytují hlavně dva obrazy Merkuru. Planety, která je z jedné strany chladná a z druhé žhavá. Tato představa se vyskytuje hlavně v dílech psaných před rokem 1965, kdy bylo prokázáno, že planeta pomalu rotuje. Druhý modernější obraz planety odráží novější vědecké poznatky.
Mezi starší díla popisující Merkur jako nerotující těleso patří například kniha anglického spisovatele Erica Rückera Eddisona z roku 1922 s názvem The Worm Ouroboros pojednávající o věčném boji dvou národů proti sobě. V knize nejsou obsaženy žádné do té doby známé znalosti o Merkuru. Mezi významné autory sci-fi píšící o Merkuru patří i Isaac Asimov, který na povrch planety situoval několik svých povídek (Runaround, The Dying Night, Lucky Starr and the Big Sun of Mercury). Všechny byly napsány před tím, než astronomové zjistili, že planeta nemá vázanou rotaci, což je námět, který se v povídkách často vyskytuje. Do roku 1965 spadají i některá díla od Arthura C. Clarka (Islands in the Sky), Larryho Nivena (The Coldest Place), Hugha Walterse (Mission to Mercury) a mnohá další.
Po roce 1965 se mění koncept děl a Merkur se začíná objevovat jako rotující planeta. Znovu se dostává do díla Arthura C. Clarka v díle Setkání s Rámou vydaném v roce 1973, jež pojednává o mimozemské lodi prolétávající sluneční soustavou v těsné blízkosti Slunce. Během průletu přistanou na její palubě lidé, kteří začnou rozsáhlý vnitřek prozkoumávat a sledovat oživování celé lodě. V roce 1986 vycházejí novely a povídky amerického autora Kima Kim Stanleyho Robinsona zabývající se Merkurem (hlavně Mercurial) a současně se objevuje i v románu Modrý Mars. V povídce Mercurial je hlavním motivem město neustále pojíždějící po rovníku planety ve stínu a unikající před smrtící radiací, jež dopadá na přivrácenou stranu planety. Celému městu vládne autokratický tyran.
Merkur se vyskytuje taktéž ve filmové tvorbě, například v seriálu Futurama či ve filmu Sunshine.